# Erika Zobetz
Erika Zobetz (* 27. Februar 1926; † 23. April 1999 in Wien) war eine österreichische Schauspielerin.

## Leben
Erika Zobetz war in den Jahren 1947 bis 1949 Studentin des Max Reinhardt Seminars und trat dabei im Rahmen von Vorstellungen der Studierenden in den Stücken Das Konzert von Hermann Bahr oder Luigi Pirandellos Sechs Personen suchen einen Autor auf.
Erika Zobetz wirkte in zahlreichen Hörspielen mit, unter anderem in der Radiofamilie, und war am Theater beispielsweise unter der Regie von Josef Meinrad und Otto Schenk zu sehen, auch in verschiedenen Filmproduktionen.
Zobetz verstarb 1999 in Wien und wurde am Friedhof Ottakring beigesetzt.

## Rollen

### Bühne
- 1949: Luigi Pirandello: Sechs Personen suchen einen Autor. Rolle: Mutter. Regie: Zdenko Kestranek nach dem Regiebuch von Max Reinhardt[3]
- 1949: Jean Cocteau: Renaud und Armide im Studio in der Kolingasse. Rolle: Fee Oriane. Regie: Helmut Wangner.[6]
- 1955: Stefan Bekeffy: Die unentschuldigte Stunde in den Kammerspielen als Gastspiel des Theaters in der Josefstadt, 1955. Regie: Otto Schenk.[5]
- 1964: Bahr: Das Konzert am Wiener Akademietheater, Inszenierung: Josef Meinrad, vom Fernsehen 1964 mitgeschnitten und ausgestrahlt, im Jahre 2009 als DVD veröffentlicht (Edition Burgtheater)[7]
  - 1947: Auch als Studentin des Reinhard-Seminars bereits in der Rolle der Frau Pollinger in diesem Stück zu sehen.[2]
- 1964: Büchner: Woyzeck am Wiener Burgtheater, Rolle: Margret; Inszenierung: Erich Neuberg, eingeladen zum Berliner Theatertreffen 1964[8]

### Film
- 1959 Mikosch im Geheimdienst von Franz Marischka
- 1965 Geisterkomödie - Eine unwahrscheinliche Komödie von Rolf Kutschera

### Funk (Auswahl)
- 1951 Traumakkord von Edwin Zbonek
- 1952 Die Gänsehirtin am Brunnen von Stephanie Kund
- 1952 Don Juan kommt aus dem Krieg von Ödön von Horváth
- 1953 Als unsere Großen noch klein waren von Karl Stift und Gerty Ulrich
- 1953 Fis mit Obertönen von Günter Eich
- 1953 Das Buch und der Pfiff von Erwin Wickert
- 1954 Woyzeck von Georg Büchner – mit Otto Schenk in der Titelrolle
- 1957 Heirat ohne Willen von Jean Baptiste Molière/Hugo von Hofmannsthal – als Zigeunerin
- 1959 Bluthochzeit von Federico García Lorca
- 1959 Die andere Johannam von Herwig Hensen[9]